# Pártos Géza
Pártos Géza (Budapest, 1917. január 6. – Budapest, 2003. augusztus 30.) magyar rendező, tanár, érdemes művész.

## Életpályája
1917-ben született zsidó vallású családban. Középiskolai tanulmányait a budapesti Berzsenyi Dániel Gimnáziumban végezte. Milloss Aurél Magyar Balett Stúdiójában tanult táncolni.
1938-1945 között a Független Színpad, 1945-1949 között a Nemzeti Színház tagja volt. 1947-1969 között a Színház- és Filmművészeti Főiskola tanára volt. 1949-1959 között illetve 1961-1969 között a Madách Színházban dolgozott. 1959-1961 között a Petőfi Színház tagja volt. 1969-ben Londonba utazott. 1971-1975 között a Royal Shakespeare Co. főiskoláján, majd a Manchesteri Egyetemen tanított. 1975-től Izraelben élt, a Tel-Avivi Színiakadémián tanított. 1981-ben megalapította saját, THY'81 néven működő színistúdióját, amelyet 1995-ig működtetett. 1985-től rendszeresen járt Magyarországra, több színházban is vállalt rendezést. 1996-ban visszatért Magyarországra. 2003. augusztus 30-án hunyt el.
Kétszer nősült. Egy fia és egy lánya van (Nordin Eszter).

## Színházi rendezései
A Színházi Adattárban regisztrált bemutatóinak száma: 65.
| - Osztrovszkij: Erdő (1948) - Lope de Vega: A kertész kutyája (1949) - Szurov: Szabad a pálya (1949) - Tur: Villa a mellékutcában (1950) - Dunajevszkij: Szabad szél (1950) - Szigligeti Ede: Liliomfi (1950) - Mihalkov: Ilja Golovin (1950) - Móricz Zsigmond: Rokonok (1951) - Romasov: Égő híd (1951) - Howard Fast: Harminc ezüstpénz (1952) - William Shakespeare: Rómeó és Júlia (1953, 1968) - Iszajev–Galics: Nem magánügy (1953) - Hubay Miklós: Egy magyar nyár (1954) - Shaw: Caesar és Cleopatra (1955) - Halász Péter: Vihar után (1955) - Molière: Mizantrope (1955) - Musset: Vagy ki vagy be (1955) - De Filippo: Vannak még kísértetek (1955) - Nâzım Hikmet: Az ünnep első napja (1956) - Dumas: A kaméliás hölgy (1957) - Brecht: Courage mama (1958) - Fehér Klára: Nem vagyunk angyalok (1958) - Aymé: Nem az én fejem (1959) - Illés Endre: Türelmetlen szeretők (1959) - Hansberry: A napfény nem eladó (1960) - Kuprijanov: A XX. század fia (1960) - Fehér Klára: Kevés a férfi (1960) - Boldizsár Iván: Ferde torony (1960) - Sarkadi Imre: Elveszett paradicsom (1961) | - Illés Endre: Homokóra (1961) - Bréal: Tíz kiló arany (1962) - Ránki György: Muzsikus Péter új kalandjai (1962) - Gogol: A revizor (1962) - Gyárfás Miklós: Változnak az idők (1963) - Füst Milán: Boldogtalanok (1963) - Feuchtwanger: Simone Machard látomásai (1963) - Bródy Sándor: A szerető (1963) - Trencsényi Imre: Ő és én (1964) - Sayers: Kathleen (1964) - Füst Milán: Negyedik Henrik király (1964) - Kleist: Amphitryon (1964) - Kinizsi–Kárpáthy: Az Óbudai barlang (1965) - Szerb Antal: Ex (1965) - Jókai Mór: A bolondok grófja (1965) - Turgenyev: Egy hónap falun (1966) - Ibsen: Rosmersholm (1966) - Sarkadi Imre: Oszlopos Simeon (1967) - Szép Ernő: Kávécsarnok (1967) - France: A néma asszony (1967) - Pirandello: Váróterem (1967) - Pirandello: Csocsó (1967) - Pirandello: Az ördöngős (1967) - Füst Milán: Catullus (1968) - Jékely Zoltán: Angalit és a remeték (1968) - Gyurkovics Tibor: Estére meghalsz (1969) - Barrie: Pán Péter (1985) - Kyle: Zúzódás (1991) - Pap Károly: Szent színpad avagy színház az egész világ (1993) - Tolsztoj: Kreutzer-szonáta (1996) - Beckett: Ó, azok a szép napok! (1997) |

## Filmjei
- Tamási Áron: Énekes madár
- Aranyóra (1945)
- Apa (1966)
- Családi tűzhely - Janika (1968)
- Egy hét Pesten és Budán (2003)

## Díjai
- Érdemes művész (1969)